# Togou
Togou is een gemeente (commune) in de regio Ségou in Mali. De gemeente telt 11.000 inwoners (2009).
De gemeente bestaat uit de volgende plaatsen:
- Goinkoungo
- Kama-Sokala
- Kama-Wèrè
- Kani
- Nablabougou
- Pendia-Sokala
- Pogo
- Tésséribougou
- Togou
- Zanabougou